# Franz König (chirurgo)

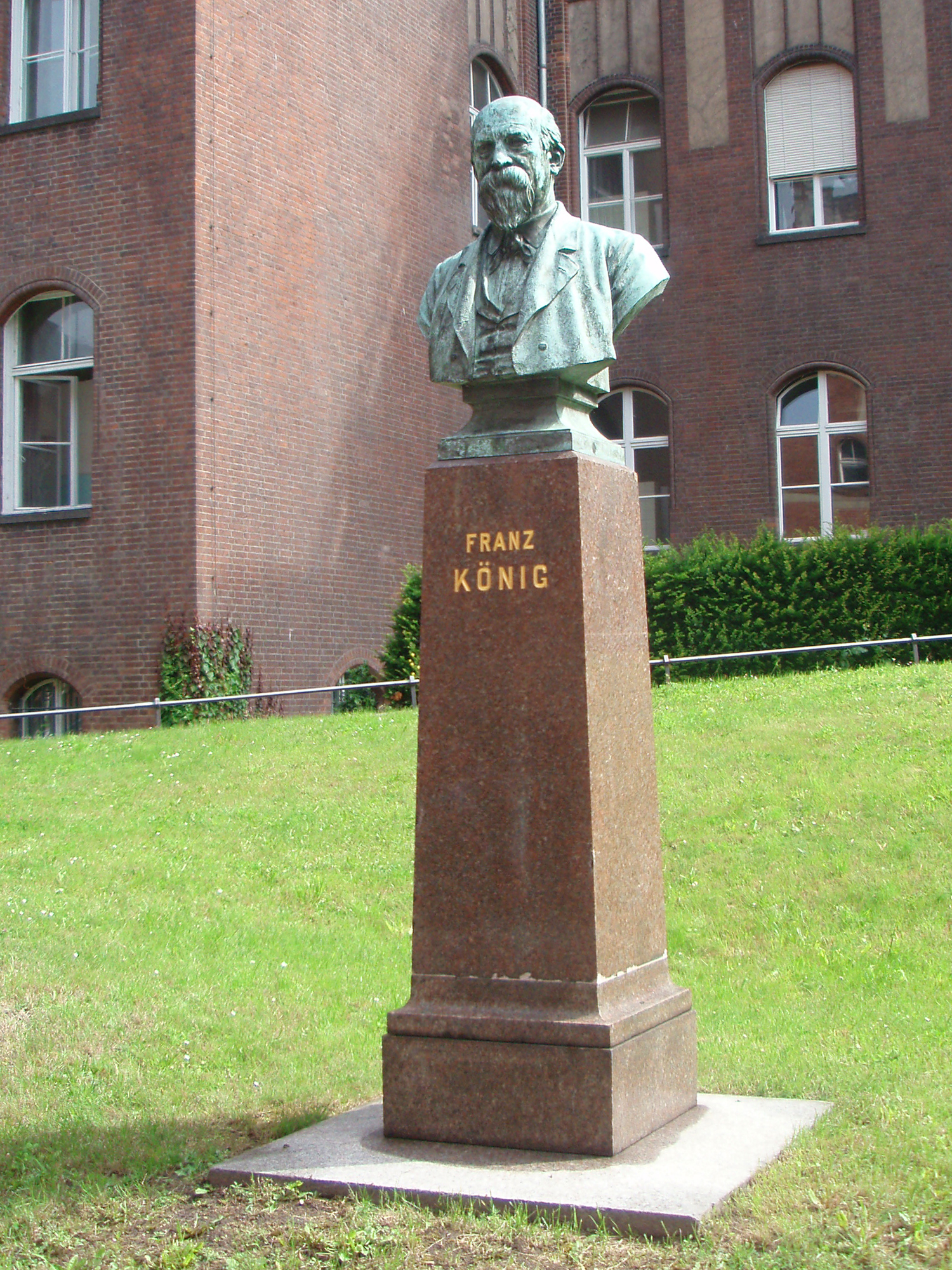
Monumento a Franz König presso l'Ospedale universitario della Charité di Berlino

Franz König (Rotenburg an der Fulda, 10 febbraio 1832 – Grunewald, 12 dicembre 1910) è stato un chirurgo tedesco.

## Biografia
Nel 1855 conseguì il dottorato presso l'Università di Marburgo, e in seguito lavorò come chirurgo (Amtswundarzt) a Hanau. In seguito fu professore di chirurgia presso le Università di Rostock (dal 1869) e di Gottinga (dal 1875), e, infine, presso il Charité-Berlino, dove nel 1895 succedette Heinrich Adolf von Bardeleben. Nel 1904 successe a Otto Hildebrand presso la Charité.
König è particolarmente ricordato per il suo lavoro sul tema dell'ortopedia e traumatologia. È stato il primo chirurgo ad eseguire una fissazione interna, a causa di una frattura, del femore prossimale. Nel 1887, ha pubblicato un documento sulla causa dei corpi mobili nel giunto.
König chiamò la malattia "osteocondrite dissecante", descrivendolo come un processo infiammatorio subcondrale del ginocchio, con conseguente frammento di cartilagine sciolto dal condilo femorale.
Nel 1892 fornì una descrizione completa dell'emofilia. Egli è accreditato per la formulazione di tre fasi della malattia articolare emofiliaca.

## Eponimo associato
- Sindrome di König: Vari sintomi addominali causati da un'ostruzione incompleta del intestino tenue.